# John DeBrito
John DeBrito (3 de dezembro de 1968 – 25 de março de 2020) foi um futebolista norte-americano nascido no Cabo Verde. Disputou a primeira edição da Copa das Confederações pelos Estados Unidos em 1992.

## Carreira
Nascido em Cabo Verde (são desconhecidas informações sobre sua cidade natal), DeBrito estudava na Universidade de Connecticut até virar jogador de futebol em 1991, no Tulsa Ambush. Defenderia ainda Gremio Lusitano e Boston Storm até 1996, quando assinou seu primeiro contrato profissional, com o New England Revolution.
Pelos Revs, assistiu ao nascimento da Major League Soccer, tendo participado de 21 partidas. Jogaria também por Kansas City Wizards, Columbus Crew e Dallas Burn até se despedir dos gramados em 2002, atuando pelo Connecticut Wolves.

## Seleção
John DeBrito integrou a Seleção Estadunidense de Futebol na Copa Rei Fahd de 1992, na Arábia Saudita.

## Morte
Morreu no dia 25 de março de 2020, aos 51 anos.

## Campanhas
Estados Unidos
- Copa Rei Fahd de 1992: terceiro lugar